# 유엔 안전 보장 이사회 결의 제816호
1993년 3월 31일 승인된 유엔 안전 보장 이사회 결의 제816호는 보스니아 헤르체고비나 상공의 군사 비행 금지에 관한 결의 제781호(1992년), 제786호(1992년)를 재확인하고 이 지역의 현재 상황을 인식한 후, 유엔 헌장 제7장에 따라 행동하기 위해 이전의 비행금지령을 "모든 고정익 및 회전익 항공기의 비행을 금지하며, 그리고 금지 규정을 준수하기 위해 필요한 모든 조치를 사용한다."로 확대하는 결의이다.
유엔 안전 보장 이사회는 금지령이 유엔 보호군(UNPROFOR)에 의해 사용되거나 인도적 이유로 사용될 예정인 항공편에는 적용되지 않을 것이라고 언급했다. 또한 UNPROFOR에게 보스니아 헤르체고비나 상공의 비행 금지 규정을 준수하는지 계속 감시할 것을 요청하면서 모든 당사국에게 UNPROFOR과 모니터링 과정에서 협력할 것을 요구했다.
이사회는 결의 816호가 채택된 지 7일 후에 회원국 모두에게 이 결의안을 준수하도록 보장해야 한다고 말했다. 또한 회원국들이 현재 결의안과 교전규칙을 이행하기 위해 취한 조치와 함께 UNPROFOR과 협력할 것을 촉구했으며, 구 유고슬라비아 국제회의 운영위원회 공동위원장은 모든 보스니아 정당이 이 제안을 받아들였다고 의회에 통보했던 바가 있다.
이 결의안은 부트로스 부트로스갈리 사무총장에게 회원국들이 현재 결의안을 집행하기 위해 취한 조치에 대해 이사회에 보고하도록 요청하는 것으로 마무리됐다.
결의 816호는 중국이 무력 사용 권한에 대한 제재로 기권을 선언했으며 나머지 국가는 전부 찬성하여 투표 별과 찬성 14표, 기권 1표, 반대 0표로 승인되었다.

## 같이 보기
- 유고슬라비아의 해체
- 보스니아 전쟁
- 크로아티아 독립 전쟁
- 유고슬라비아 전쟁